# Cosme III de Médici
Cosme III de Médici (Florencia, 14 de agosto de 1642-Florencia, 31 de octubre de 1723), fue el Sexto Gran Duque de Toscana de 1670 a 1723.

## Juventud
Fue hijo de Fernando II de Médici y de Victoria della Rovere. Su padre, persona interesada en la ciencia y la literatura, habría deseado dar a su hijo una educación laica y científica, pero cedió a las presiones de su esposa, mujer beata, que exigía para el heredero una educación religiosa. Esta elección se reveló desastrosa para el joven príncipe y consecuentemente para el estado; Cosme desarrolló de hecho un carácter extremadamente beato y muy religioso. Desde joven rechazó todos los pasatiempos y divertimentos de sus coetáneos (la caza, el teatro, la equitación y las mujeres) dedicándose solo a las prácticas devocionales, peregrinajes y cantos religiosos. No obstante, no fue inmune a los intereses científicos, que caracterizaron a toda la rama gran ducal de los Médici. En particular, se interesó por las ciencias naturales, la botánica y la zoología. Patrocinó al médico Francesco Redi y, en sus villas fuera de la ciudad, se dedicó a coleccionar especies botánicas y animales provenientes de tierras lejanas, con particular atención, por las aberraciones, lo tórrido y lo grotesco -todo ello tan del gusto barroco-, con colecciones de plantas y animales deformes. Una parte de su colección se encuentra hoy en el Museo Nacional de Antropología y Etnología de Florencia, mientras quedan trazas pictóricas o arquitectónicas de sus colecciones en las villas mediceas de la Topaia y dell'Ambrogiana.

## El difícil matrimonio
En 1658 el gran duque Fernando II inició algunos sondeos en las cortes europeas con el objetivo de buscar una esposa al joven Cosme, esperando que el matrimonio pudiese desprender a su hijo de su extremada beatitud. Al final la elegida, después de largos intentos y maniobras protagonizados por el cardenal Mazarino (que deseaba el apoyo mediceo para la tan soñada tiara papal) y de don Piero Bonsi, un fraile toscano residente en París, fue Margarita Luisa de Orleans, prima del rey Luis XIV de Francia.
El enlace, celebrado en 1661, fue oficiado por Bonsi, que fue nombrado obispo de Béziers y después cardenal como recompensa por sus esfuerzos; por lo demás el matrimonio fue un completo desastre, tanto para Mazarino, muerto ese mismo año, como para los dos esposos. No era de hecho posible esperar un buen resultado de la unión entre el beato y misógino Cosme y Margarita Luisa, mujer culta, graciosa, de carácter alegre y acostumbrada al entorno festivo de la corte francesa.
Su matrimonio se caracterizó por los continuos litigios entre los cónyuges, por las huidas de la princesa a las villas mediceas de Poggio a Caiano y de Lappeggi; por los continuos viajes de Cosme por Europa para alejarse de su mujer, y por breves períodos de reconciliación, durante los cuales nacieron tres hijos: Fernando de Médici (1663), Ana María Luisa de Médici (1667) y Juan Gastón de Médici (1671).
En un intento por resolver las disputas familiares, el Gran Duque Fernando II alentó a Cosimo a abandonar Florencia para un largo recorrido por los tribunales europeos: el 28 de octubre de 1667 llegó a Tirol con su tía Anna de Medici, archiduquesa de Austria. Luego viajó por el Rin hasta Ámsterdam, la ciudad donde recibió homenajes de la comunidad artística y donde conoció a Rembrandt. Finalmente, desde Ámsterdam, Cosimo fue a Hamburgo para encontrarse con Cristina de Suecia. Regresó a Florencia en mayo de 1668.
Sin embargo, el viaje, en la medida en que ayudó a levantar el alma de Cosimo, no pudo calmar los conflictos con su esposa. Entonces, con permiso paternal, Cosimo se fue nuevamente en septiembre de 1668. En este segundo viaje, el príncipe visitó España, cuyo gobernante, Carlos II, lo recibió en una audiencia privada. En enero del año siguiente llegó a Portugal, desde donde zarpó hacia Inglaterra.
En Inglaterra, el príncipe visitó las universidades de Oxford y Cambridge, recibiendo honores por la protección otorgada por su padre a Galileo Galilei, conoció a Carlos II de Inglaterra y Samuel Pepys, quienes lo describieron como "un hombre muy alegre y fascinante", y finalmente, en el viaje de regreso, se presentó a Luis XIV, su suegra Margherita de Lorena y su cuñada Elisabetta d'Orléans, quien escribió sobre él:
"Hablaba muy bien de cualquier tema y estaba familiarizado con la forma de vida de todos los tribunales de Europa: en Francia nunca se equivocaba ... Al haberlo visto me convenció de que estaba equivocada, Margherita, de no nunca te lleves bien con él".
( Montanelli, Gervaso, p. 333 )
Después de esta larga serie de viajes de representación, el joven Cosimo regresó a Florencia el 1 de noviembre de 1669.
Fernando II murió de un derrame cerebral el 23 de mayo de 1670 y fue enterrado en la basílica de San Lorenzo en Florencia. En el momento de su muerte, el Gran Ducado tenía una población de 721.594 habitantes.
La muerte de Fernando II provocó una amarga lucha entre la nueva Gran Duquesa, Margarita Luisa, y la Gran Duquesa Madre, Vittoria Della Rovere, por su participación en el poder. Cosimo, muy dedicado a su madre, resolvió la disputa otorgándole numerosas prerrogativas y excluyendo a Margarita Luisa. En los primeros años, Cosimo III gobernó con gran fervor: implementó una política de limitación de gastos para evitar la bancarrota, permitió a sus sujetos solicitar un arbitraje en disputas e intentó reformar la administración pública del Gran Ducado.
En 1675, la Diputación para la reforma de los Magistrados fue promovida, por voluntad del Gran Duque, compuesto por algunos de los principales funcionarios del Gran Ducado, como Emilio Luci y Francesco Feroni, con el objetivo de restaurar el poder judicial más importante del Estado. En 1680, a propuesta de la misma diputación, se creó la Rueda Criminal, un tribunal penal compuesto exclusivamente por jurisconsultos, cuyas competencias se superponían a las del magistrado tradicional y más antiguo de Otto di Guardia y Balia. Sin embargo, este interés del Gran Duque no duró mucho, ya que Cosimo III prefirió volver a sus prácticas devocionales habituales y delegó la mayoría de los asuntos de estado a la madre y a un consejo privado.
Al mismo tiempo, las relaciones entre Vittoria Della Rovere y Margarita Luisa empeoraron aún más, ya que se sentía aislada de cualquier influencia política y no podía soportar las frecuentes intervenciones de su suegra en la educación del príncipe Fernando. A pesar de esto, Cosimo se reconcilió nuevamente con su esposa, quien, en el primer aniversario de la muerte de Fernando II, dio a luz a un hijo varón, Gian Gastone.

### La salida de Margarita Luisa
La paz matrimonial recién descubierta, sin embargo, fue de corta duración ya que, muy pronto, las continuas intrusiones de Vittoria Della Rovere agotaron la paciencia de Margarita Luisa, tanto que esta, en enero de 1672, simuló estar enferma. Luego, Luis XIV envió a Alliot le Vieux, el médico personal de su madre, Ana de Austria, a la Toscana, para visitar a la princesa e intentar una nueva reconciliación con su esposo. A diferencia del duque de San Meme, el médico rechazó el deseo de Margarita Luisa de ser invitada a Francia para recibir tratamientos térmicos, al haber entendido que era un truco para escapar de Florencia, y logró convencer a Cosimo III de que concediera a su esposa la villa de Pratolino como residencia durante al menos unos meses.
Después de casi un año, Cosimo obligó a su esposa a regresar a Florencia, pero ella se negó y obtuvo con fuerte presión el derecho a vivir en la villa de Poggio a Caiano, incluso si el Gran Duque le impuso una escolta permanente de cuatro soldados y le ordenó cerrar las puertas y ventanas para evitar que se escapase.
El 26 de diciembre de 1674, después de haber fracasado en cualquier intento de conciliación, Cosimo III aceptó el deseo de su esposa de mudarse permanentemente al convento de Montmartre, en París, otorgándole la dignidad de alteza real y una pensión de 80,000 libras. La Gran Duquesa abandonó la Toscana en junio de 1675 después de haber saqueado la villa de Poggio a Caiano de cualquier objeto valioso, sin ser particularmente lamentada por sus súbditos o su esposo, que recurrió a los placeres de la comida:
“Quería que pesaran sus capones engordados en la mesa, y si un par de ellos no alcanzaban las veinte libras normales, se los llevaría como si le hubieran hecho una afrenta personal. Sus dulces exóticos fueron bañados con licores de hielo en la nieve. Con este régimen, pronto se hizo desproporcionadamente grande y, en consecuencia, comenzó a sufrir. Para perder peso, le aconsejaron medicamentos que lo pusieron en peor estado, porque sus piernas comenzaron a ceder bajo su volumen".
De nuevo con respecto a su glotonería, una leyenda dice que el tiramisú fue creado por algunos pasteleros de Siena con motivo de una visita de Cosimo III a su ciudad, un episodio del cual el tiramisú también habría tomado el apodo de sopa del duque.

## Los años de reinado

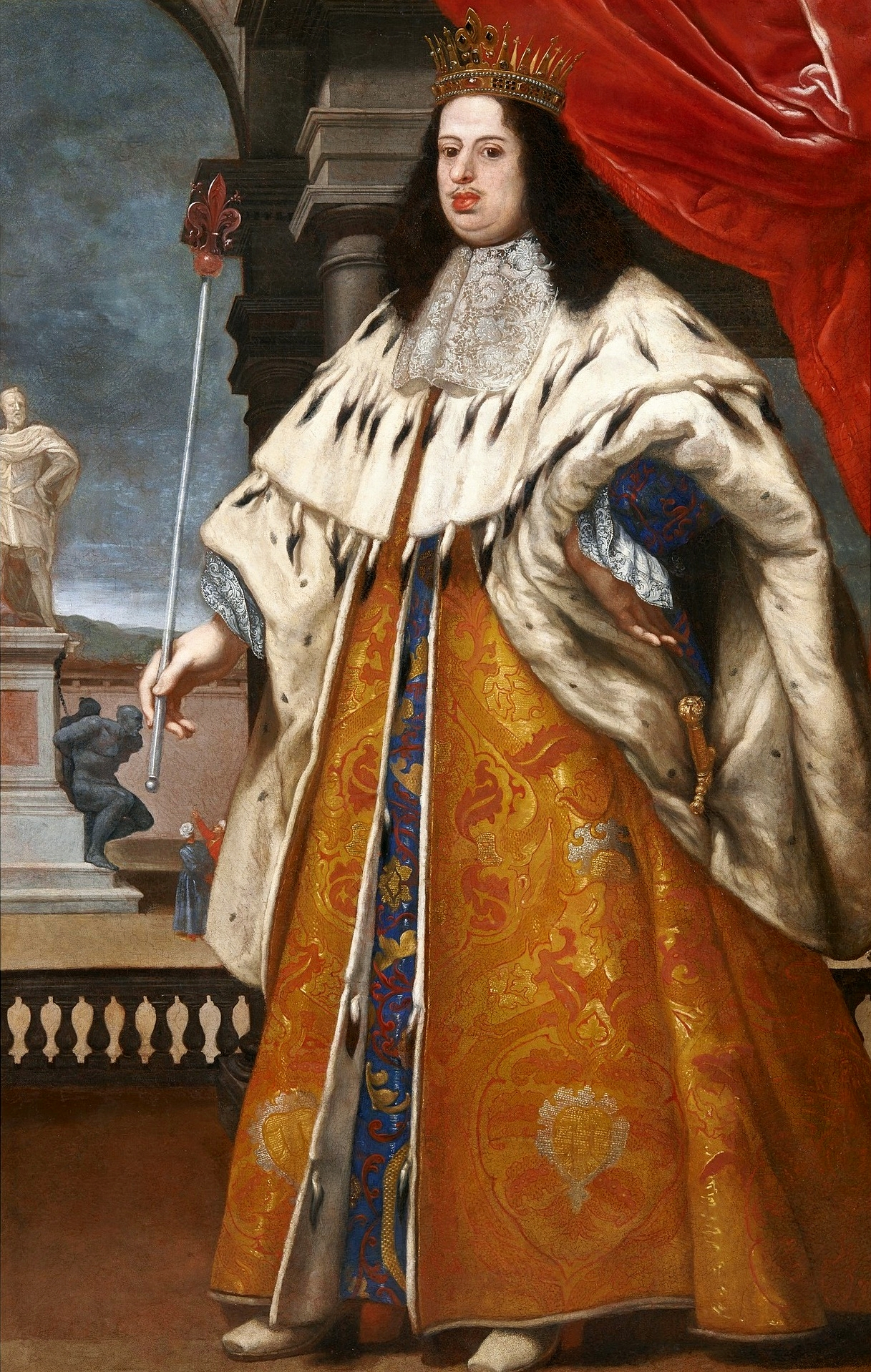
Cosme III de Médici, VI gran duque de Toscana

En 1670 moría el gran duque Fernando y Cosme subía al trono. Los primeros años como gobernante no fueron decepcionantes: el nuevo gran duque se interesó personalmente por la administración y las finanzas de estado, animando a sus súbditos a dirigirse a él directamente para cualquier petición. Este sistema no duró mucho y prefirió volver a sus ocupaciones religiosas, mientras estallaba una fuerte rivalidad entre la gran duquesa consorte y la gran duquesa madre por el poder.
En 1672 Margarita Luisa abandonaba para siempre el palacio Pitti para refugiarse en la villa medicea de Poggio a Caiano y, en 1675, volvía definitivamente a Francia donde murió en 1721. Los sucesivos años de gobierno de Cosme III estuvieron caracterizados por su beatitud, que llevó a la Toscana al borde de la ruina: el gran duque ordenó quitar de la Iglesia de San Giovannino degli Scolopi la espada y el yelmo de Guglielmino Ubertini, el obispo guerrero de la diócesis de Arezzo muerto en la batalla de Campaldino, en 1289, que se encontraban allí desde los tiempos de la batalla, porque no consideraba conveniente recordar a un obispo dedicado a las armas; mandó también retirar del altar de la catedral de Florencia la escultura de Baccio Bandinelli que representaba a Adán y Eva desnudos porque la consideraba pornográfica, y prohibió la celebración de la antigua fiesta del Calendimaggio.
En la ciudad de Florencia, que entonces contaba con cerca de 72.000 habitantes, residían más de 10 000 religiosos, que ocupaban gran parte de los puestos del estado.
El gran duque redactó los edictos contra los judíos -que hasta ese momento habían gozado en Toscana y especialmente en Livorno de una gran tolerancia- prohibiendo cualquier contrato entre católicos y hebreos y ejerciendo presiones para inducirlos al bautismo. Estableció la institución del Ufficio del Decoro Pubblico, dotado de una guardia especial contra las prostitutas, los "amores ilícitos" y los sodomitas. Estableció una fuerte presión fiscal sobre el pueblo. 
Frente a tanta piedad religiosa, contrastaban los exorbitantes gastos del gran duque, financiados con nuevos tributos que gravaban al pueblo, de los que los religiosos estaban exentos y del fasto de la corte con el fin de aparentar frente a los visitantes extranjeros (memorables y costosísimas fueron las celebraciones en honor del rey Federico IV de Dinamarca en 1709).
Cosme III había tenido siempre además la ambición de transformar el gran ducado en reino. Por este motivo la mayor parte de los ingresos se iban en gastos de representación. La correspondencia de Cosme III con sus embajadores en Madrid, París, Viena y Londres estuvo dominada por la ambición de obtener el llamado "tratamiento regio" (este tratamiento consistía exclusivamente en el hecho de que él, frente a los otros reyes, no debería quitarse el sombrero). Cuando a finales del 1600, Víctor Amadeo II de Saboya, siendo solo un duque, obtuvo el derecho al tratamiento regio, Cosme III inundó a las cortes europeas con cartas de protesta en las cuales afirmaba que, en la jerarquía italiana, el Gran Ducado de Toscana siempre había estado por delante del Ducado de Saboya. Para Cosme III fue como haber vencido una guerra cuando desde Viena, fue autorizado a usar la corona real y hacerse llamar "alteza real", pero en el transcurso de su vida tuvo que solventar varios incidentes diplomáticos con los estados que negaban ese tratamiento regio. Además, no dejó de gastar grandes cantidades hasta que obtuvo del papa el título honorífico de "canonico del Laterano".

### La persecución religiosa y el legado de Charles V, duque de Lorena
Después de dejar a su esposa, la atención del Gran Duque se dirigió a la comunidad judía de Toscana, particularmente grande en Livorno: a pesar de los indudables servicios que los judíos realizaron hacia la economía granducal, Cosme III promulgó leyes que prohibían las uniones mixtas, los actos sexuales, entre judíos y cristianos y les impidió trabajar con familias judías. Para los infractores, se impuso una multa de cincuenta coronas como pena, y si el sujeto no había podido cumplir con el pago, la multa se reemplazó con tortura o con cuatro meses de prisión. Numerosas ordenanzas antisemitas se agregaron a esta ley en los años siguientes de las cuales debemos recordar las leyes del 16 de junio de 1679 y el 12 de diciembre de 1680, que prohibían a los judíos visitar prostitutas cristianas, respectivamente, y judíos de cristianos.
Sin embargo, no solo los judíos fueron víctimas del celo del gran duque: de hecho, por su orden, las estatuas de Baccio Bandinelli que representan a Adán y Eva desnudos, considerados pornográficos, fueron retirados del altar de la catedral de Florencia, mientras que del bautisterio de San Giovanni el Gran Duque se quitó la espada y el casco de Guglielmino Ubertini, el obispo guerrero de la diócesis de Arezzo que murió en la batalla de Campaldino en 1289, por considerar inapropiado que un obispo se hubiera dedicado a la guerra.
Se añadió un toque de queda a las prohibiciones, la supresión del antiguo festival de calendimaggio y reglas más estrictas y restrictivas para poner fin al flagelo de la prostitución, los amores ilícitos y la sodomía. Finalmente, para castigar los delitos de moralidad pública, el Gran Duque estableció la Oficina del Decoro Público, un tribunal especial con el poder de imponer sanciones a hombres y mujeres que van desde la flagelación, en casos menos graves, hasta el encarcelamiento hasta que los transgresores no acordasen arrepentirse y entrar a un convento.
La hipocondría y la piedad del Gran Duque no conocían límites, y la influencia del clero aumentó cada vez más: de hecho, Cosme III, negando por completo la política secular y tolerante de sus antepasados, fortaleció los poderes y competencias de los tribunales religiosos y decidió Invitamos a los jesuitas al Gran Ducado, que monopolizaron brevemente el sistema educativo. Toda vida cívica, de hecho, "se redujo a una monstruosa parodia de la vida monástica: una vida comunitaria en la que la libertad de acción, pensamiento, opiniones, afectos, hábitos estaba prohibida o regulada por edictos y métodos curiosos".
En 1678 surgió la pregunta sobre la sucesión del ducado de Lorena, cuyo duque Carlos V, viudo, no tenía descendientes, y Cosme III aprovechó la oportunidad para afirmar las afirmaciones de sus hijos. Estos derechos, de hecho, se derivaron del hecho de que Margarita Luisa era hija de una princesa de Lorena, y había dejado sus expectativas al hijo mayor, Fernando. Cosme, entonces, trató de patrocinar el reconocimiento internacional de su hijo, pero no obtuvo ningún resultado ya que el emperador Leopoldo I, por temor a que el ducado pudiera regresar bajo la influencia francesa, se opuso a la sucesión de Fernando. Al año siguiente, Carlos V, habiéndose vuelto a casar, tuvo un hijo, Leopoldo de Lorena, y el asunto terminó definitivamente.

### Los años 1679 a 1689
Aunque Margarita Luisa se había ido, su comportamiento seguía siendo una de las principales preocupaciones de su esposo, a quien molestaba con constantes pedidos de dinero para garantizar ese estilo de vida frívolo que el Gran Duque aborrecía en Florencia.
En enero de 1680, la abadesa de Montmartre le pidió a Cosme III que financiara la construcción de un tanque de agua. Margarita Luisa, de hecho, solía colocar a su perro en una canasta cerca del fuego. Sin embargo, con este comportamiento, un día provocó un incendio y, en lugar de llamar a sus hermanas para extinguirlo, los instó a huir para salvar sus vidas. Sin embargo, el hecho, en sí mismo de poca importancia, se hizo más grave ya que, en ocasiones anteriores, Margarita Luisa había declarado explícitamente que hubiera querido quemar el convento.
En el verano del mismo año, Cosme III recibió la noticia de que la Gran Duquesa había sido vista bañándose desnuda en un río, causando un gran escándalo. Enfurecido, Cosme se volvió directamente a Luis XIV. Sin embargo, el rey de Francia se negó a intervenir y le escribió al gran duque que ya no tenía derecho a interferir en la conducta de su esposa, ya que había consentido en retirarse a la vida privada en Francia. Después de haber leído la misiva Cosme se sintió enfermo, y sólo la habilidad de su médico personal, Francesco Redi, que lo prohibió estrictamente incluso a interesarse en la vida de Margarita Luisa, le permitió recuperarse.
En 1684, el emperador Leopoldo solicitó la intervención del Gran Ducado de Toscana en la guerra contra los turcos, obteniendo, después de algunas dudas, una respuesta positiva que resultó en la entrada del Gran Ducado en la Liga Santa y en grandes envíos de municiones y suministros. Aunque la victoria en el asedio de Viena aplaudió al gran duque, escribió que "muchos escándalos y disturbios continúan ocurriendo en el asunto de las relaciones carnales entre judíos y mujeres cristianas, ya que permiten que sus hijos sean amamantados por enfermeras cristianas". Cosme impuso que esta práctica solo era posible con una autorización específica presentada al gobierno y decidió aumentar el número de ejecuciones públicas a seis por día.
Los últimos años del siglo XVII vieron el entrelazamiento de negociaciones frenéticas entre Cosme III y los diversos tribunales europeos para organizar bodas políticamente ventajosas para fortalecer el prestigio de la familia: siendo Francesco Maria, hermano del Gran Duque, cardenal, se prestó atención hacia el primogénito Fernando. En 1686, para Fernando, Cosme III redujo las posibles opciones de matrimonio a dos: Isabella Luisa di Braganza o Violante Beatrice di Baviera.
Cosme eligió el primero y negoció un pacto cuyas cláusulas eran que Fernando e Isabella Luisa vivirían en Lisboa; Si Pedro II de Portugal no hubiera dejado herederos, Isabel la habría sucedido con Fernando como rey consorte, después de renunciar a los reclamos sobre el Gran Ducado de Toscana. Finalmente, si Cosme, Gian Gastone y Francesco Maria hubieran muerto sin dejar herederos varones, Toscana habría permanecido en unión dinástica con Portugal.
Sin embargo, Fernando, con el pleno apoyo de su tío abuelo Luis XIV, rechazó el plan. Cosme III luego recurrió a Violante Beatriz de Baviera para fortalecer los lazos con Francia, de la cual Baviera era un fiel aliado. La negociación fue compleja porque Ferdinando Maria di Baviera, padre de la novia, había perdido 300,000 ugherri en una inversión equivocada que había sido aconsejada por el Gran Duque Fernando II, padre de Cosme III, y este último se vio obligado a aceptar una dote nupcial extremadamente miserable para compensar el daño causado.

### El inicio delsigloXVIII
El siglo XVII no terminó bien para el Gran Duque: no tenía nietos, Francia y España no reconocieron su título de alteza real y el duque de Lorena se declaró rey de Jerusalén sin ninguna oposición. En mayo de 1700, Cosme III comenzó una peregrinación a Roma y el Papa Inocencio XII, después de mucha insistencia, le otorgó el título, puramente honorario, de canon de San Giovanni in Laterano. Muy contento por la cálida bienvenida de la gente, Cosme salió de Roma con un fragmento de las entrañas de San Francisco Javier.
El 1 de noviembre de 1700, la muerte sin herederos de Carlos II de España dio lugar al estallido de la guerra de sucesión española, que involucró a todas las potencias europeas divididas en dos grandes coaliciones, una dirigida por Francia y la otra por Austria. Toscana permaneció neutral y Cosme, al parecer la victoria francesa más probable, reconoció a Felipe, duque de Anjou, como rey de España, obteniendo a cambio la investidura del feudo de Siena y el reconocimiento del título de alteza real.
Mientras tanto, Gian Gastone estaba malgastando su dinero en Bohemia y el alarmado Gran Duque envió a uno de sus asesores, el Marqués de Rinuccini, para examinar las deudas del príncipe, descubriendo que entre los acreedores también estaban el arzobispo de Praga y Jan Josef, conde de Breuner. En un intento de sacar al príncipe de su vida disoluta, Rinuccini intentó forzar a Anna Maria Francesca a mudarse a Florencia, donde Gian Gastone deseaba regresar, pero también se negó porque su confesor, con la esperanza de mantenerla en Bohemia, le recordó las muertes sospechosas de Leonor Álvarez de Toledo e Isabel de Médici.

### El problema de la sucesión
En sus últimos años, la devoción de Cosme III se había vuelto aún más fuerte: solía visitar el convento de San Marco todos los días, tanto que un contemporáneo escribió que "el Gran Duque conoce a todos los monjes de San Marco al menos de vista". Con respecto a esto, en 1719 Cosme III mismo afirmó que Dios le había pedido "comprometer el Gran Ducado al gobierno y el dominio absoluto del más glorioso San José".
En 1705, la muerte de Leopoldo I llevó al joven José I al trono imperial, quien, después del resultado favorable de la batalla de Turín, que cambió el destino de la guerra en el frente italiano a favor de Austria, decidió enviar un enviado a Florencia para recaudar derechos feudales, equivalentes a la suma exorbitante de 300,000 doblones, y para obligar al neutral Cosme III a reconocer los reclamos de su hermano, el archiduque Carlos, al trono de España. Cosme, incapaz de oponerse a tal reclamo y al mismo tiempo temeroso de una intervención naval francesa contra él, decidió pagar parte de la suma, pero se negó a reconocer al archiduque Carlos como rey de España. Además, se vio obligado a alojar a las tropas austríacas bajo el mando del príncipe Eugenio de Saboya, que partió para conquistar el Reino de Nápoles.
Mientras tanto, la salud del príncipe heredero Fernando, que sufría de sífilis en estado terminal, estaba decayendo, tanto que ni siquiera podía reconocer a su padre. Cosme III, destruido por el dolor y consciente del peligro concreto de extinción de la dinastía, pidió la ayuda del papa Clemente XI para convencer a Ana María Francisca de que se mudara a Florencia con Gian Gastone. El pontífice envió al arzobispo de Praga a reprocharla, pero no tuvo éxito, y el Gran Duque, en una carta a su hija, citando su complicado historial de matrimonio como ejemplo, agregó que no se había molestado en buscar la reconciliación en absoluto.
Al problema dinástico se agregó el peligro de quiebra, determinado por los desembolsos al emperador José I y también atestiguado por algunas cartas escritas del Gran Duque a su hija: «Puedo decirte ahora, en caso de que no estés informado, que no tenemos dinero en Florencia", agregando que "dos o tres cuartos de mi pensión cayeron en incumplimiento". En 1708 Gian Gastone regresó a la Toscana, sin su esposa, y el emperador, previendo la imposibilidad de que nacieran herederos de Anna Maria Luisa, comenzó a meditar para ocupar la Toscana militarmente.
Cosme III, en un intento por evitar la extinción de la familia, obligó a su hermano Francesco Maria de Medici a abandonar el hábito de cardenal y casarse, a pesar de la edad avanzada y la mala salud, con la joven princesa Eleonora Luisa Gonzaga, en la esperanza de tener un heredero. El intento fracasó tanto por la resistencia inicial de la princesa a consumar el matrimonio, que luego se ganó con halagos y amenazas, como por la repentina desaparición de Francesco Maria, que tuvo lugar después de solo dos años.
Sin herederos e incapaz de hacer que las otras ramas de la familia tuvieran éxito, excluidos de la sucesión con un acto inmutable de Cosme I, el Gran Duque trató desesperadamente de evitar que Toscana cayera en manos extranjeras y concibió la restauración de la República de Florencia. Sin embargo, por ingenioso que fuera, el proyecto presentaba muchos obstáculos: Florencia era nominalmente un feudo imperial y Carlos V había recibido a Siena. Por lo tanto, el consentimiento de España y el emperador habría sido necesario. Al principio, el proyecto parecía ir bien: la embajada del marqués Rinuccini hizo posible convencer a los gobiernos británico y holandés, temerosos del poder de los Habsburgo, para que dieran su consentimiento al proyecto, pero una aclaración de Cosme III, según la cual la república habría sido aprobada solo con la extinción absoluta de los Medici y la muerte de José I, hizo que la negociación, a punto de ser aprobada en la conferencia de Geertruidenberg, fracasara.
Murió José I, su hermano Carlos VI, ex pretendiente al trono de Madrid, aceptó una reunión pública con el palatino electoral en diciembre de 1711 que determinó diciendo que no tenía objeciones a su sucesión, siempre que, a su muerte, el Gran Ducado pasase al emperador, ahora un miembro de la casa de los Habsburgo. La propuesta fue rechazada por la parte interesada y por un despreciado Cosme III, a quien, sin embargo, no le quedó más que esperar los resultados de los tratados de Utrecht y Rastatt.
El 30 de octubre de 1713, el Príncipe Heredero Fernando falleció, y el 26 de noviembre, Cosme III depositó un proyecto de ley en el Senado de los cuarenta y ocho, legislador nominal de Toscana, para garantizar a su hija el derecho de sucesión en caso de muerte prematura de Gian Gastone. La aprobación de la solicitud, por unanimidad, enfureció a Carlos VI, quien respondió que, siendo el feudo imperial del Gran Ducado, solo el emperador tenía la prerrogativa de elegir al heredero en caso de extinción completa de la dinastía, mientras que Isabel Farnesio, segunda esposa de Felipe V de España y heredero del ducado de Parma, reclamó el derecho de sucesión a los Medici ya que era nieto de Margarita de Medici.
En mayo de 1716, el emperador aseguró al "electricista" y al gran duque que no había un obstáculo insuperable para la sucesión de Anna Maria Luisa, pero agregó que Austria y Toscana pronto deberían encontrar un acuerdo para el sucesor del mismo y, como incentivo, el progreso territorial propuesto.
En junio de 1717, Cosme III, con el apoyo imperial, nombró a la Casa d'Este como la heredera de los Medici, estableciendo que el duque Rinaldo d'Este, aliado y pariente del emperador, sucedería a Anna Maria, posiblemente creando una unión dinástica entre el Gran Ducado de Toscana y el Ducado de Módena. Sin embargo, en 1718, se formó una coalición internacional antiespañola entre Gran Bretaña, Francia y Holanda, a la que luego se unió el emperador, quien, a través del Tratado de Londres del 2 de agosto de 1718 (también llamado Cuádruple Alianza), para alcanzar un compromiso con España, elaboró un "plan de pacificación que toca las sucesiones de Toscana y Parma", a través del cual se estableció que Don Carlo di Borbone, hijo mayor de Elisabetta Farnese, sucedería a Gian Gastone. Ignorando Felipe V de España los derechos de Anna Maria Luisa. Las oficinas en los tribunales europeos del enviado del Gran Duque, el marqués Neri Corsini, que había tratado en vano de ganar Gran Bretaña para la causa de la independencia de la Toscana, argumentaron que la transferencia del Gran Ducado a España o Austria no habría sido de utilidad, perjudicaba el equilibrio italiano y europeo, así como los considerables intereses británicos en el puerto de Livorno. Confirmando el hecho de que la cuestión toscana ahora solo estaba en manos de las grandes potencias, ni siquiera se envió una comunicación oficial sobre lo que se había decidido a Cosme III.
En junio de 1717, Juan Guillermo del Palatinato murió y Anna Maria Luisa regresó a Florencia trayendo consigo muchos objetos de valor que, aunque en parte, aliviaron el estado desastroso de las finanzas del Gran Ducado. Cosme III luego nombró a Violante Beatriz de Baviera, viuda del príncipe heredero Fernando, gobernadora de Siena para evitar que la enemistad mutua con su hija, el electricista del Palatinado, resultara en una lucha abierta, pero no tuvo éxito. Este y otro episodio, un accidente de caza en el que el Gran Duque mató accidentalmente al Conde de San Crispino, postró la fibra del ahora anciano Cosme III, que estaba tan molesto que quería ser juzgado por los caballeros de la Orden de Santo Stefano. Finalmente en septiembre de 1721, Margarita Luisa también murió, conmemorada por el gran duque con una misa solemne.
La misión diplomática de Neri Corsini en el congreso de Cambrai en los años 1720 y 1722 resultó en un nuevo fracaso. Después de entablar una batalla innecesaria con el Imperio peleó con escritos histórico-jurídicos sobre la soberanía de Toscana, en Corsini en 1723 todo lo que quedaba era registrar en los procedimientos del congreso una protesta formal en nombre del Gran Duque, completamente ignorada por las grandes potencias. La sucesión de Carlos de Borbón como el señor feudal del emperador fue confirmada, lo que fue confirmado por el Tratado de Viena de 1725.

#### El problema de la extinción de la dinastía
La cuestión de la sucesión al trono del Gran Ducado de Toscana se convirtió en una cuestión europea, también por el hecho de que buena parte del territorio toscano, como la ex República de Siena y las capitanías de la Lunigiana, eran feudos imperiales.
Cosme III propuso entonces que, a su muerte, fuese restaurada la antigua República de Florencia. El proyecto fue aprobado por el Reino Unido y las Provincias Unidas, pero el gran duque llevó a cabo una imprevista marcha atrás, nombrado como heredera a su hija Ana María Luisa en caso de muerte de Juan Gastón. Fue el inicio de una desesperada tentativa entre Cosme III y las potencias europeas que ciertamente no consideraban las propuestas del viejo gran duque. En 1718, después de muchos intentos en los cuales fueron excluidos los diplomáticos mediceos, fue establecido por el Tratado de Londres, de 1718, que la Toscana pasara al infante de España don Carlos de Borbón y Farnesio. Al viejo Cosme III le fue negada incluso la pequeña satisfacción de recibir el Estado de los Presidios y el Principado de Piombino, territorios que había pedido como contrapartida para dar su conformidad al tratado.

## Últimos años de vida
El 22 de septiembre de 1723, el Gran Duque vivió dos horas en una crisis de temblor. Junto a su cama estaban el nuncio apostólico y el arzobispo de Pisa, que dijo: "este Príncipe pidió poca ayuda para morir bien porque, a lo largo de su larga vida, había estudiado y cuidado para prepararse para la muerte". El 25 de octubre de 1723, seis días antes de su muerte, Cosme III emitió una proclamación afirmando que Toscana permanecería independiente, Anna Maria Luisa obtendría la sucesión después de su muerte y la de su hermano y que ella tendría el poder de adoptar un sucesor legítimo. Esta proclamación fue completamente ignorada por las potencias europeas y, el 31 de octubre, Cosme III murió a la edad de 81 años. Fue enterrado en la basílica de San Lorenzo en Florencia.

## La descendencia

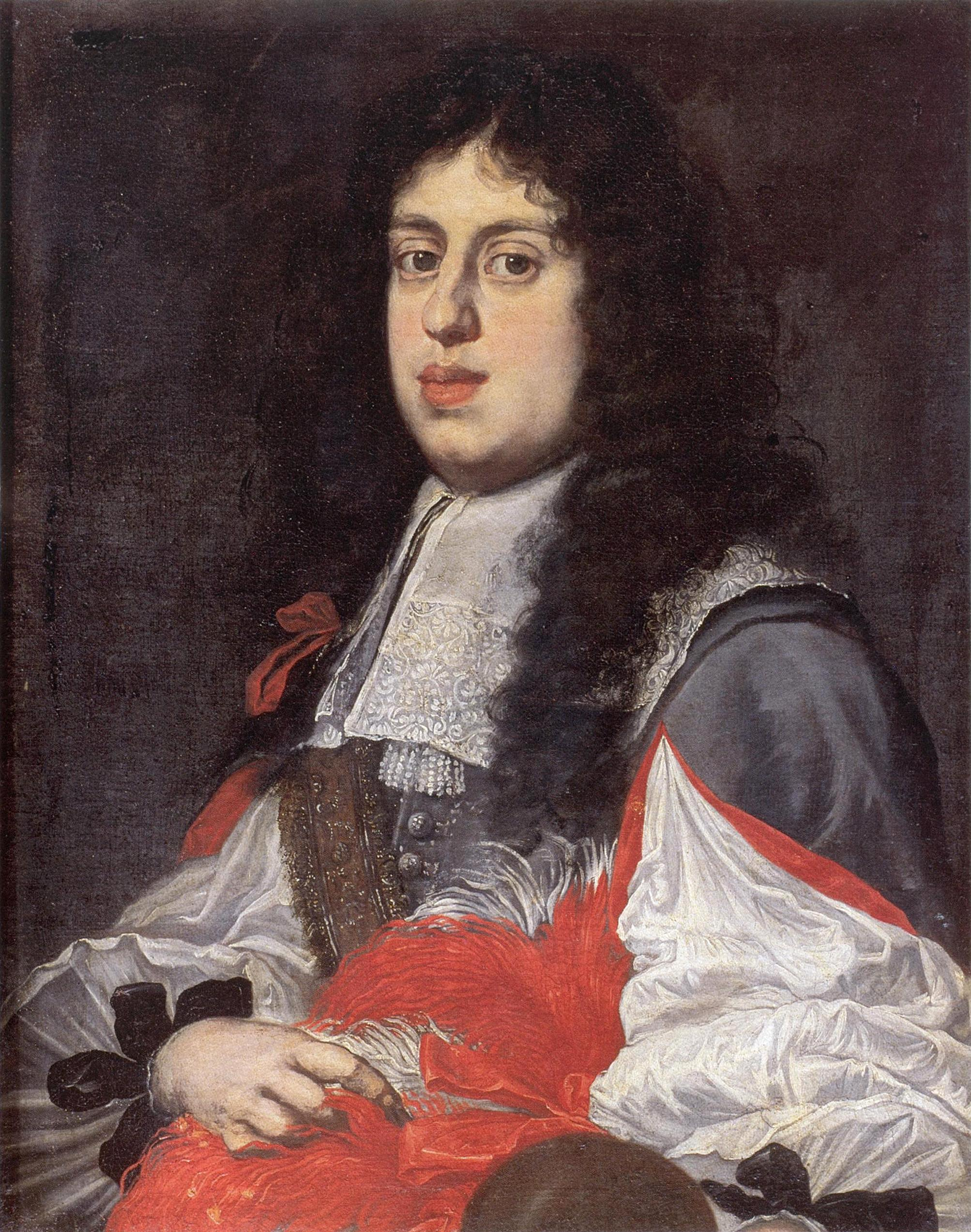
Cosme III de Médici, retrato de Giusto Sustermans (hacia 1660, Galería Palatina)

Fallida fue también su política ligada al matrimonio de sus hijos varones. En 1689 Cosme III obligó a su hijo primogénito, Fernando de Médici, a casarse con la princesa Violante Beatriz de Baviera, matrimonio infeliz que no tuvo hijos: aparte de la hostilidad de Fernando hacia su mujer, se añadió la sífilis que Fernando contrajo de una libertina tarde en Venecia que lo llevó a la demencia y posteriormente a una prematura muerte.
Sin herederos, aunque feliz, fue el matrimonio de la segundogénita Ana María Luisa de Médici, que se casó en 1690 con Juan Guillermo del Palatinado.
Tragicómico y estéril fue el matrimonio de su tercer hijo, Juan Gastón de Médici, del cual eran conocidas sus tendencias homosexuales, con la noble alemana Ana María Francisca de Sajonia-Lauenburg.
Frente al peligro de una posible extinción de la dinastía Médici, Cosme III intentó un movimiento desesperado, obligando a su propio hermano, Francisco María de Médici, a abandonar los hábitos cardenalicios y casarse, no obstante su edad avanzada y su mala salud, con la princesa Eleonora Luisa Gonzaga con la esperanza de conseguir un heredero. La tentativa fue fallida tanto por la inicial resistencia de la princesa a consumar el matrimonio, vencida después con lisonjas y amenazas, como por la súbita muerte de Francisco María, acaecida en 1711.

## El problema de la extinción de la dinastía
Con la muerte del primogénito Fernando (1713) y siendo impensable que Juan Gastón pudiese tener hijos debido a su homosexualidad, la cuestión de la sucesión al trono del Gran Ducado de Toscana se convirtió en una cuestión europea, también por el hecho de que buena parte del territorio toscano, como la ex República de Siena y las capitanías de la Lunigiana, eran feudos imperiales.
Cosme III propuso entonces que, a su muerte, fuese restaurada la antigua República de Florencia. El proyecto fue aprobado por el Reino Unido y las Provincias Unidas, pero el gran duque llevó a cabo una imprevista marcha atrás, nombrado como heredera a su hija Ana María Luisa en caso de muerte de Juan Gastón. Fue el inicio de una desesperada tentativa entre Cosme III y las potencias europeas que ciertamente no consideraban las propuestas del viejo gran duque. En 1718, después de muchos intentos en los cuales fueron excluidos los diplomáticos mediceos, fue establecido por el Tratado de Londres, de 1718, que la Toscana pasara al infante de España don Carlos de Borbón y Farnesio. Al viejo Cosme III le fue negada incluso la pequeña satisfacción de recibir el Estado de los Presidios y el Principado de Piombino, territorios que había pedido como contrapartida para dar su conformidad al tratado.
Cosme III murió el 31 de octubre de 1723. Le sucedió su tercer hijo Juan Gastón de Médici.

## Antepasados
| \| \| \| \| \| \| \| \| \| \| \| \| \| \| \| \| \| \| \| \| 16. Cosimo I de' Medici, Gran Duque de Toscana \| \| \| \| \| \| \| \| \| \| \| \| \| \| \| \| \| \| \| \| \| \| \| \| \| \| \| \| \| \| \| \| \| \| \| \| \| \| \| \| \| \| \| \| \| \| \| \| \| \| \| \| \| \| 8. Ferdinando I de' Medici, Gran Duque de Toscana \| \| \| \| \| \| \| \| \| \| \| \| \| \| \| \| \| \| \| \| \| \| \| \| \| \| \| \| \| \| \| \| \| \| \| \| \| \| \| \| \| \| \| \| \| \| \| \| \| \| \| \| \| \| 17. Gran Duquesa Leonor di Toledo \| \| \| \| \| \| \| \| \| \| \| \| \| \| \| \| \| \| \| \| \| \| \| \| \| \| \| \| \| \| \| \| \| \| \| \| \| \| \| \| \| \| \| \| \| \| \| \| \| \| \| \| \| \| 4. Cosimo II de Medici Gran Duque de Toscana \| \| \| \| \| \| \| \| \| \| \| \| \| \| \| \| \| \| \| \| \| \| \| \| \| \| \| \| \| \| \| \| \| \| \| \| \| \| \| \| \| \| \| \| \| \| \| \| \| \| \| \| \| \| 18. Duque Carlos III de Lorena \| \| \| \| \| \| \| \| \| \| \| \| \| \| \| \| \| \| \| \| \| \| \| \| \| \| \| \| \| \| \| \| \| \| \| \| \| \| \| \| \| \| \| \| \| \| \| \| \| \| \| \| \| \| 9. Gran Duquesa Christina de Lorena \| \| \| \| \| \| \| \| \| \| \| \| \| \| \| \| \| \| \| \| \| \| \| \| \| \| \| \| \| \| \| \| \| \| \| \| \| \| \| \| \| \| \| \| \| \| \| \| \| \| \| \| \| \| 19. Princesa Claude de Valois \| \| \| \| \| \| \| \| \| \| \| \| \| \| \| \| \| \| \| \| \| \| \| \| \| \| \| \| \| \| \| \| \| \| \| \| \| \| \| \| \| \| \| \| \| \| \| \| \| \| \| \| \| \| 2. Ferdinando II de' Medici Gran Duque de Toscana \| \| \| \| \| \| \| \| \| \| \| \| \| \| \| \| \| \| \| \| \| \| \| \| \| \| \| \| \| \| \| \| \| \| \| \| \| \| \| \| \| \| \| \| \| \| \| \| \| \| \| \| \| \| 20. Sacro Emperador Romano Ferdinando I \| \| \| \| \| \| \| \| \| \| \| \| \| \| \| \| \| \| \| \| \| \| \| \| \| \| \| \| \| \| \| \| \| \| \| \| \| \| \| \| \| \| \| \| \| \| \| \| \| \| \| \| \| \| 10. Archiduque Carlos II de Austria \| \| \| \| \| \| \| \| \| \| \| \| \| \| \| \| \| \| \| \| \| \| \| \| \| \| \| \| \| \| \| \| \| \| \| \| \| \| \| \| \| \| \| \| \| \| \| \| \| \| \| \| \| \| 21. Emperatriz Anna de Bohemia y Hungría \| \| \| \| \| \| \| \| \| \| \| \| \| \| \| \| \| \| \| \| \| \| \| \| \| \| \| \| \| \| \| \| \| \| \| \| \| \| \| \| \| \| \| \| \| \| \| \| \| \| \| \| \| \| 5. Archiduquesa María Magdalena de Austria Magda \| \| \| \| \| \| \| \| \| \| \| \| \| \| \| \| \| \| \| \| \| \| \| \| \| \| \| \| \| \| \| \| \| \| \| \| \| \| \| \| \| \| \| \| \| \| \| \| \| \| \| \| \| \| 22. Duque Alberto V de Baviera \| \| \| \| \| \| \| \| \| \| \| \| \| \| \| \| \| \| \| \| \| \| \| \| \| \| \| \| \| \| \| \| \| \| \| \| \| \| \| \| \| \| \| \| \| \| \| \| \| \| \| \| \| \| 11. Archiduquesa Maria Anna de Baviera \| \| \| \| \| \| \| \| \| \| \| \| \| \| \| \| \| \| \| \| \| \| \| \| \| \| \| \| \| \| \| \| \| \| \| \| \| \| \| \| \| \| \| \| \| \| \| \| \| \| \| \| \| \| 23. Archiduquesa Anna de Austria \| \| \| \| \| \| \| \| \| \| \| \| \| \| \| \| \| \| \| \| \| \| \| \| \| \| \| \| \| \| \| \| \| \| \| \| \| \| \| \| \| \| \| \| \| \| \| \| \| \| \| \| \| \| 1. Cosimo III de' Medici, Gran Duque de Toscana \| \| \| \| \| \| \| \| \| \| \| \| \| \| \| \| \| \| \| \| \| \| \| \| \| \| \| \| \| \| \| \| \| \| \| \| \| \| \| \| \| \| \| \| \| \| \| \| \| \| \| \| \| \| 24. Duque Guidobaldo II della Rovere \| \| \| \| \| \| \| \| \| \| \| \| \| \| \| \| \| \| \| \| \| \| \| \| \| \| \| \| \| \| \| \| \| \| \| \| \| \| \| \| \| \| \| \| \| \| \| \| \| \| \| \| \| \| 12. Duque Francesco Maria II della Rovere \| \| \| \| \| \| \| \| \| \| \| \| \| \| \| \| \| \| \| \| \| \| \| \| \| \| \| \| \| \| \| \| \| \| \| \| \| \| \| \| \| \| \| \| \| \| \| \| \| \| \| \| \| \| 25. Donna Vittoria Farnese \| \| \| \| \| \| \| \| \| \| \| \| \| \| \| \| \| \| \| \| \| \| \| \| \| \| \| \| \| \| \| \| \| \| \| \| \| \| \| \| \| \| \| \| \| \| \| \| \| \| \| \| \| \| 6. Federico Ubaldo della Rovere, Duque de Urbino \| \| \| \| \| \| \| \| \| \| \| \| \| \| \| \| \| \| \| \| \| \| \| \| \| \| \| \| \| \| \| \| \| \| \| \| \| \| \| \| \| \| \| \| \| \| \| \| \| \| \| \| \| \| 26. Ippolito della Rovere \| \| \| \| \| \| \| \| \| \| \| \| \| \| \| \| \| \| \| \| \| \| \| \| \| \| \| \| \| \| \| \| \| \| \| \| \| \| \| \| \| \| \| \| \| \| \| \| \| \| \| \| \| \| 13. Livia della Rovere \| \| \| \| \| \| \| \| \| \| \| \| \| \| \| \| \| \| \| \| \| \| \| \| \| \| \| \| \| \| \| \| \| \| \| \| \| \| \| \| \| \| \| \| \| \| \| \| \| \| \| \| \| \| 27. Donna Isabella Vitelli \| \| \| \| \| \| \| \| \| \| \| \| \| \| \| \| \| \| \| \| \| \| \| \| \| \| \| \| \| \| \| \| \| \| \| \| \| \| \| \| \| \| \| \| \| \| \| \| \| \| \| \| \| \| 3. Gran Duquesa Vittoria Della Rovere \| \| \| \| \| \| \| \| \| \| \| \| \| \| \| \| \| \| \| \| \| \| \| \| \| \| \| \| \| \| \| \| \| \| \| \| \| \| \| \| \| \| \| \| \| \| \| \| \| \| \| \| \| \| 28. Cosimo I de' Medici, Duque de Florencia (= 16) \| \| \| \| \| \| \| \| \| \| \| \| \| \| \| \| \| \| \| \| \| \| \| \| \| \| \| \| \| \| \| \| \| \| \| \| \| \| \| \| \| \| \| \| \| \| \| \| \| \| \| \| \| \| 14. Ferdinando I de' Medici, Gran Duque de Toscana (= 8) \| \| \| \| \| \| \| \| \| \| \| \| \| \| \| \| \| \| \| \| \| \| \| \| \| \| \| \| \| \| \| \| \| \| \| \| \| \| \| \| \| \| \| \| \| \| \| \| \| \| \| \| \| \| 29. Duquesa Leonor Alvarez di Toledo y Osorio (= 17) \| \| \| \| \| \| \| \| \| \| \| \| \| \| \| \| \| \| \| \| \| \| \| \| \| \| \| \| \| \| \| \| \| \| \| \| \| \| \| \| \| \| \| \| \| \| \| \| \| \| \| \| \| \| 7. Duquesa Claudia de' Medici \| \| \| \| \| \| \| \| \| \| \| \| \| \| \| \| \| \| \| \| \| \| \| \| \| \| \| \| \| \| \| \| \| \| \| \| \| \| \| \| \| \| \| \| \| \| \| \| \| \| \| \| \| \| 30. Duque Carlos II de Bar (= 18) \| \| \| \| \| \| \| \| \| \| \| \| \| \| \| \| \| \| \| \| \| \| \| \| \| \| \| \| \| \| \| \| \| \| \| \| \| \| \| \| \| \| \| \| \| \| \| \| \| \| \| \| \| \| 15. Gran Duquesa Christina de Lorena (= 9) \| \| \| \| \| \| \| \| \| \| \| \| \| \| \| \| \| \| \| \| \| \| \| \| \| \| \| \| \| \| \| \| \| \| \| \| \| \| \| \| \| \| \| \| \| \| \| \| \| \| \| \| \| \| 31. Princesa Claude de Francia (= 19) \| \| \| \| \| \| \| \| \| \| \| \| \| \| \| \| \| \| \| \| \| \| \| \| \| \| \| \| \| \| \| \| \| \| \| \| \| \| \| \| \| \| \| \| \| \| \| \| \| \| \| \| |                                                          |  |  |  |  |  |  |  |  |  |  |  |  |  |  |  |
| |                                                          |  |  |  |  |  |  |  |  |  |  |  |  |  |  |  |
| | 16. Cosimo I de' Medici, Gran Duque de Toscana           |  |  |  |  |  |  |  |  |  |  |  |  |  |  |  |
| |                                                          |  |  |  |  |  |  |  |  |  |  |  |  |  |  |  |
| |                                                          |  |  |  |  |  |  |  |  |  |  |  |  |  |  |  |
| | 8. Ferdinando I de' Medici, Gran Duque de Toscana        |  |  |  |  |  |  |  |  |  |  |  |  |  |  |  |
| |                                                          |  |  |  |  |  |  |  |  |  |  |  |  |  |  |  |
| |                                                          |  |  |  |  |  |  |  |  |  |  |  |  |  |  |  |
| | 17. Gran Duquesa Leonor di Toledo                        |  |  |  |  |  |  |  |  |  |  |  |  |  |  |  |
| |                                                          |  |  |  |  |  |  |  |  |  |  |  |  |  |  |  |
| |                                                          |  |  |  |  |  |  |  |  |  |  |  |  |  |  |  |
| | 4. Cosimo II de Medici Gran Duque de Toscana             |  |  |  |  |  |  |  |  |  |  |  |  |  |  |  |
| |                                                          |  |  |  |  |  |  |  |  |  |  |  |  |  |  |  |
| |                                                          |  |  |  |  |  |  |  |  |  |  |  |  |  |  |  |
| | 18. Duque Carlos III de Lorena                           |  |  |  |  |  |  |  |  |  |  |  |  |  |  |  |
| |                                                          |  |  |  |  |  |  |  |  |  |  |  |  |  |  |  |
| |                                                          |  |  |  |  |  |  |  |  |  |  |  |  |  |  |  |
| | 9. Gran Duquesa Christina de Lorena                      |  |  |  |  |  |  |  |  |  |  |  |  |  |  |  |
| |                                                          |  |  |  |  |  |  |  |  |  |  |  |  |  |  |  |
| |                                                          |  |  |  |  |  |  |  |  |  |  |  |  |  |  |  |
| | 19. Princesa Claude de Valois                            |  |  |  |  |  |  |  |  |  |  |  |  |  |  |  |
| |                                                          |  |  |  |  |  |  |  |  |  |  |  |  |  |  |  |
| |                                                          |  |  |  |  |  |  |  |  |  |  |  |  |  |  |  |
| | 2. Ferdinando II de' Medici Gran Duque de Toscana        |  |  |  |  |  |  |  |  |  |  |  |  |  |  |  |
| |                                                          |  |  |  |  |  |  |  |  |  |  |  |  |  |  |  |
| |                                                          |  |  |  |  |  |  |  |  |  |  |  |  |  |  |  |
| | 20. Sacro Emperador Romano Ferdinando I                  |  |  |  |  |  |  |  |  |  |  |  |  |  |  |  |
| |                                                          |  |  |  |  |  |  |  |  |  |  |  |  |  |  |  |
| |                                                          |  |  |  |  |  |  |  |  |  |  |  |  |  |  |  |
| | 10. Archiduque Carlos II de Austria                      |  |  |  |  |  |  |  |  |  |  |  |  |  |  |  |
| |                                                          |  |  |  |  |  |  |  |  |  |  |  |  |  |  |  |
| |                                                          |  |  |  |  |  |  |  |  |  |  |  |  |  |  |  |
| | 21. Emperatriz Anna de Bohemia y Hungría                 |  |  |  |  |  |  |  |  |  |  |  |  |  |  |  |
| |                                                          |  |  |  |  |  |  |  |  |  |  |  |  |  |  |  |
| |                                                          |  |  |  |  |  |  |  |  |  |  |  |  |  |  |  |
| | 5. Archiduquesa María Magdalena de Austria Magda         |  |  |  |  |  |  |  |  |  |  |  |  |  |  |  |
| |                                                          |  |  |  |  |  |  |  |  |  |  |  |  |  |  |  |
| |                                                          |  |  |  |  |  |  |  |  |  |  |  |  |  |  |  |
| | 22. Duque Alberto V de Baviera                           |  |  |  |  |  |  |  |  |  |  |  |  |  |  |  |
| |                                                          |  |  |  |  |  |  |  |  |  |  |  |  |  |  |  |
| |                                                          |  |  |  |  |  |  |  |  |  |  |  |  |  |  |  |
| | 11. Archiduquesa Maria Anna de Baviera                   |  |  |  |  |  |  |  |  |  |  |  |  |  |  |  |
| |                                                          |  |  |  |  |  |  |  |  |  |  |  |  |  |  |  |
| |                                                          |  |  |  |  |  |  |  |  |  |  |  |  |  |  |  |
| | 23. Archiduquesa Anna de Austria                         |  |  |  |  |  |  |  |  |  |  |  |  |  |  |  |
| |                                                          |  |  |  |  |  |  |  |  |  |  |  |  |  |  |  |
| |                                                          |  |  |  |  |  |  |  |  |  |  |  |  |  |  |  |
| | 1. Cosimo III de' Medici, Gran Duque de Toscana          |  |  |  |  |  |  |  |  |  |  |  |  |  |  |  |
| |                                                          |  |  |  |  |  |  |  |  |  |  |  |  |  |  |  |
| |                                                          |  |  |  |  |  |  |  |  |  |  |  |  |  |  |  |
| | 24. Duque Guidobaldo II della Rovere                     |  |  |  |  |  |  |  |  |  |  |  |  |  |  |  |
| |                                                          |  |  |  |  |  |  |  |  |  |  |  |  |  |  |  |
| |                                                          |  |  |  |  |  |  |  |  |  |  |  |  |  |  |  |
| | 12. Duque Francesco Maria II della Rovere                |  |  |  |  |  |  |  |  |  |  |  |  |  |  |  |
| |                                                          |  |  |  |  |  |  |  |  |  |  |  |  |  |  |  |
| |                                                          |  |  |  |  |  |  |  |  |  |  |  |  |  |  |  |
| | 25. Donna Vittoria Farnese                               |  |  |  |  |  |  |  |  |  |  |  |  |  |  |  |
| |                                                          |  |  |  |  |  |  |  |  |  |  |  |  |  |  |  |
| |                                                          |  |  |  |  |  |  |  |  |  |  |  |  |  |  |  |
| | 6. Federico Ubaldo della Rovere, Duque de Urbino         |  |  |  |  |  |  |  |  |  |  |  |  |  |  |  |
| |                                                          |  |  |  |  |  |  |  |  |  |  |  |  |  |  |  |
| |                                                          |  |  |  |  |  |  |  |  |  |  |  |  |  |  |  |
| | 26. Ippolito della Rovere                                |  |  |  |  |  |  |  |  |  |  |  |  |  |  |  |
| |                                                          |  |  |  |  |  |  |  |  |  |  |  |  |  |  |  |
| |                                                          |  |  |  |  |  |  |  |  |  |  |  |  |  |  |  |
| | 13. Livia della Rovere                                   |  |  |  |  |  |  |  |  |  |  |  |  |  |  |  |
| |                                                          |  |  |  |  |  |  |  |  |  |  |  |  |  |  |  |
| |                                                          |  |  |  |  |  |  |  |  |  |  |  |  |  |  |  |
| | 27. Donna Isabella Vitelli                               |  |  |  |  |  |  |  |  |  |  |  |  |  |  |  |
| |                                                          |  |  |  |  |  |  |  |  |  |  |  |  |  |  |  |
| |                                                          |  |  |  |  |  |  |  |  |  |  |  |  |  |  |  |
| | 3. Gran Duquesa Vittoria Della Rovere                    |  |  |  |  |  |  |  |  |  |  |  |  |  |  |  |
| |                                                          |  |  |  |  |  |  |  |  |  |  |  |  |  |  |  |
| |                                                          |  |  |  |  |  |  |  |  |  |  |  |  |  |  |  |
| | 28. Cosimo I de' Medici, Duque de Florencia (= 16)       |  |  |  |  |  |  |  |  |  |  |  |  |  |  |  |
| |                                                          |  |  |  |  |  |  |  |  |  |  |  |  |  |  |  |
| |                                                          |  |  |  |  |  |  |  |  |  |  |  |  |  |  |  |
| | 14. Ferdinando I de' Medici, Gran Duque de Toscana (= 8) |  |  |  |  |  |  |  |  |  |  |  |  |  |  |  |
| |                                                          |  |  |  |  |  |  |  |  |  |  |  |  |  |  |  |
| |                                                          |  |  |  |  |  |  |  |  |  |  |  |  |  |  |  |
| | 29. Duquesa Leonor Alvarez di Toledo y Osorio (= 17)     |  |  |  |  |  |  |  |  |  |  |  |  |  |  |  |
| |                                                          |  |  |  |  |  |  |  |  |  |  |  |  |  |  |  |
| |                                                          |  |  |  |  |  |  |  |  |  |  |  |  |  |  |  |
| | 7. Duquesa Claudia de' Medici                            |  |  |  |  |  |  |  |  |  |  |  |  |  |  |  |
| |                                                          |  |  |  |  |  |  |  |  |  |  |  |  |  |  |  |
| |                                                          |  |  |  |  |  |  |  |  |  |  |  |  |  |  |  |
| | 30. Duque Carlos II de Bar (= 18)                        |  |  |  |  |  |  |  |  |  |  |  |  |  |  |  |
| |                                                          |  |  |  |  |  |  |  |  |  |  |  |  |  |  |  |
| |                                                          |  |  |  |  |  |  |  |  |  |  |  |  |  |  |  |
| | 15. Gran Duquesa Christina de Lorena (= 9)               |  |  |  |  |  |  |  |  |  |  |  |  |  |  |  |
| |                                                          |  |  |  |  |  |  |  |  |  |  |  |  |  |  |  |
| |                                                          |  |  |  |  |  |  |  |  |  |  |  |  |  |  |  |
| | 31. Princesa Claude de Francia (= 19)                    |  |  |  |  |  |  |  |  |  |  |  |  |  |  |  |
| |                                                          |  |  |  |  |  |  |  |  |  |  |  |  |  |  |  |
| |                                                          |  |  |  |  |  |  |  |  |  |  |  |  |  |  |  |